# Orthobula zhangmuensis
Orthobula zhangmuensis là một loài nhện trong họ Phrurolithidae.
Loài này thuộc chi Orthobula. Orthobula zhangmuensis được miêu tả năm 1987 bởi Hu & Li.